# 威廉斯波特鎮區 (堪薩斯州肖尼縣)
威廉斯波特鎮區（英語：Williamsport Township）是位於美國堪薩斯州肖尼縣的一個行政鎮區。

## 地方資料
威廉斯波特鎮區的面積為105.49平方千米，當中陸地面積為104.44平方千米，而水域面積為1.05平方千米。根據2010年美國人口普查的數據，當地共有人口4000人，而人口密度為每平方千米37.92人。

## 外部連結
- US-Counties.com
- City-Data.com （页面存档备份，存于）